# Ragazzi madre
Ragazzi madre è il terzo album del cantautore e rapper italiano Achille Lauro, pubblicato per l'etichetta discografica indipendente No Face Agency l'11 novembre 2016.

## Descrizione
Si tratta del primo album prodotto dal cantautore per l'etichetta No Face Agency, fondata da lui stesso dopo il divorzio artistico con Roccia Music, etichetta indipendente fondata nel 2013 da Marracash e Shablo.
Nell'edizione deluxe 1 Year Anniversary sono presenti anche 8 pezzi precedentemente pubblicati singolarmente su YouTube tra il 2015 e il 2016.

## Tracce
1. Teatro & cinema – 3:48
2. Ulalala (feat. Gemitaiz) – 4:24
3. Ragazzi madre - Prequel – 1:45
4. Ragazzi madre – 4:06
5. Latte in polvere (feat. Simon P, Sedato Bend, QBP) – 3:21
6. Maharaja – 3:48
7. Fuc - BPR Squad Remix – 2:41
8. Amico del quore – 2:57
9. Profumo da donna – 3:14
10. Amore & grammi (feat. Fred De Palma) – 4:06
11. CCL - Prequel – 0:24
12. CCL – 4:39
13. Barabba II – 4:50
14. Ascensore per l'inferno (feat. Coez) – 3:30

Tracce bonus presenti nell'edizione deluxe
1. Occhiali da donna – 4:11
2. Wow – 4:56
3. Cenerentola – 5:15
4. Miami Beach – 3:15
5. A casa di Sandro – 3:52
6. In paradiso – 3:59
7. Disneyland – 2:26
8. Playground Love – 4:14

## Formazione
Musicisti
- Achille Lauro – voce
- Gemitaiz – voce aggiuntiva (traccia 2)
- Simon P – voce aggiuntiva (traccia 5)
- Sedato Blend – voci aggiuntiva (traccia 5)
- QBP – voce aggiuntiva (traccia 5)
- Fred De Palma – voce aggiuntiva (traccia 10)
- Coez – voce aggiuntiva (traccia 14)

Produzione
- Boss Doms – produzione, missaggio, mastering, montaggio
- Sick Luke – coproduzione (traccia 7)
- Depha Beat – coproduzione (traccia 6)

## Classifiche
| Classifica (2016) | Posizione massima |
| ----------------- | ----------------- |
| Italia            | 22                |